# Tàu ngầm lớp Albacora
Tàu ngầm lớp Albacora là loại tàu ngầm tấn công chạy bằng điện-diesel phát triển cho hải quân Bồ Đào Nha thiết kế của nó dựa vào tàu ngầm lớp Daphne của Pháp.
Năm 1964 chính phủ Bồ Đào Nha đã đặt hàng đóng 4 chiếc tại xưởng đóng tàu Dubigeòn-Normándie.
Khi chiếc đầu tiên được hạ thủy ngày 01 tháng 10 năm 1967. Hải quân Bồ Đào Nha đã sử dụng nó trong khu vực ven biển lẫn ngoài biển, đặc biệt là trong vùng đặc quyền kinh tế quốc gia của Bồ Đào Nha.
Các tàu ngầm này đã làm nhiệm vụ cuối cùng năm 2010. Chúng đã bị thay thế bởi hai chiếc tàu ngầm Kiểu 209.

## liên kết ngoài
- Área Militar: Albacora class submarine Lưu trữ ngày 24 tháng 12 năm 2009 tại Portuguese Web Archive (in Portuguese)
- NRP Barracuda profile Lưu trữ ngày 22 tháng 8 năm 2010 tại Wayback Machine at the Portuguese Navy website (in Portuguese)